# Bretislau I da Boémia
Bretislau I da Boémia (Entre 1002 e 1005 - 10 de janeiro de 1055) foi um duque da Boémia, governou entre 1035 e 1055. O seu governo foi antecedido pelo de Oldrique da Boémia e foi sucedido pelo filho Espitigneu II da Boémia.
Foi casado com Judite de Schweinfurt. 

## Relações familiares
Foi filho de Oldrique da Boémia (c. 975 — 11 de novembro de 1034) e de Bozena. Casou com Judite de Schweinfurt (c. 1000 - 1058), filha de Henrique de Schweinfurt (970 - 18 de setembro de 1017). e de Gerberga de Henneberg (968 - 1036), de quem teve:
1. Bratislau II da Boémia (1032 - 14 de janeiro de 1092), casou por duas vezes, a 1.ª com Adelaide da Hungria (1040 - 1062), filha de André I da Hungria (1016 - 1061) e de Anastasia Jaroslawna Kijewskaja, e a 2ª com em com Swatawa da Polónia (? - 1126), que viria mais tarde a casar com Casimiro I da Polónia.
2. Espitigneu II da Boémia (1031 - 28 de janeiro de 1061) Casou com Ida de Wettin, filha de Teodorico II da Baixa Lusácia (989 - 19 de novembro de 1034) e de Matilde de Meissen[2][3]